# Gorsachius magnificus
El martinete magnífico (Gorsachius magnificus) es una especie de ave plecaniforme en la familia Ardeidae. 

## Distribución y hábitat
Se lo encuentra en China y Vietnam. Sus hábitats naturales son los bosques y ríos bajos húmedos subtropicales o tropicales.
Se encuentra amenazada por pérdida de hábitat.